# Resolução 24 do Conselho de Segurança das Nações Unidas
Resolução 24 do Conselho de Segurança das Nações Unidas, aprovada em 30 de abril de 1947, recomendou a aplicação da Hungria para a admissão a Organização das Nações Unidas à Comissão sobre a admissão de novos membros para "estudo e relatório ao Conselho de Segurança no momento apropriado".
Foi aprovada por 10 votos, a Austrália se absteve.